# Kiss Tour
Il Kiss Tour (o a volte noto come First Tour) è stato un tour della band hard rock americana Kiss, intrapreso per promuovere l'omonimo album, comprendeva anche diversi spettacoli prima e dopo le date "ufficiali".

## Storia
Dopo le prime esibizioni, Paul Stanley cambiò il trucco The Bandit (o tradotto Il Bandito) con l'iconico The Starchild (in italiano Il Figlio delle Stelle o solo Figlio delle Stelle). Gli oggetti di scena, che furono usati per questo tour, furono le luci dei pompieri, un'alzata di batteria, bacchette scintillanti, Simmons che sputava sangue e fuoco, un logo illuminato con il nome della band, la chitarra fumante di Frehley ed i lanciafiamme. 

Quando la band fu in atto di apertura per gli Argent il 2 maggio 1974 a Comstock Park, eseguirono solo otto canzoni, mentre la band principale dava le proprie regole, il risultato fu che gli headliner interrompevano l'alimentazione all'attrezzatura dei Kiss quando il pubblico li voleva, per eseguire più canzoni. 
 I Rush aprirono ai Kiss alla Centennial Hall di London nell'Ontario, il 25 luglio durante il tour; questa fu anche l'ultima esibizione di John Rutsey con la band. L'atto di apertura impressionò così tanto la band in quel concerto che continuò il tour con i Rush come gruppo spalla. 
I Kiss si presero la maggior parte di agosto non suonando in nessun concerto per registrare il loro secondo album: Hotter Than Hell. 

Nel programma del tour finale della band, Simmons ha riflettuto su questo tour:
(Gene Simmons, 2019)

## Recensioni
Un giornalista della Winnipeg Free Press il quale assistette all'esibizione alla Taché Hall a Winnipeg l'8 febbraio, face parte del Festival Of Life And Learning, notò il numero di effetti visivi che, in particolare, erano: fumogeni, ghiaccio secco sulla canzone Firehouse, così come i lampeggianti ed il sollevatore idraulico per il batterista. Il giornalista, tuttavia, notò le risposte del pubblico che rimase scioccato, con altri presenti "seduti con le mani in mano per la maggior parte dello spettacolo".

## Artisti d'apertura
- Barbarossa = 1
- Mood Jga Jga = 2
- Rory Gallagher = 3
- Fleetwood Mac = 4
- Redbone = 5
- Argent = 6
- Aerosmith = 7
- Renaisssance = 8
- Truth = 9
- Thirteenth Floor = 10
- Mojo Boogie Band = 11
- Michael Fennelly = 12
- Conqueror Worm = 13
- Blue Öyster Cult = 14
- Suzi Quatro = 15
- Thunderhead = 16
- Max Onion = 17
- Kathi McDonald = 18
- Quicksilver Messenger Service = 19
- Flying Saucer = 20
- Les Variations = 21
- Ritual = 22
- Ross = 23
- Sweetwater = 24
- Savoy Brown = 25
- Silverhead = 26
- Manfred Mann's Earth Band = 27
- Flight = 28
- Island = 29
- New York Dolls = 30
- Outlaw = 31
- Nazareth = 32
- Fat Chance = 33
- Glass Moon = 34
- Rush = 35
- Ronny Legge = 36
- James Gang = 37
- Chris Jagger = 38
- Fludd = 39
- Roy Wood = 40
- Wizzard = 41
- Billy Preston = 42

## Date
| Data              | Città                 | Stato       | Luogo                             | Artisti d'apertura | Biglietti venduti / Biglietti disponibili | Incasso  |
| ----------------- | --------------------- | ----------- | --------------------------------- | ------------------ | ----------------------------------------- | -------- |
| 5 febbraio 1974   | Edmonton              | Canada      | Dinwoodie Lounge                  | 1                  | 135 / 620                                 | N.D.     |
| 6 febbraio 1974   | Calgary               | Canada      | Jubilee Auditorium                | 1                  | 161 / 800                                 | N.D.     |
| 8 febbraio 1974   | Winnipeg              | Canada      | Taché Hall                        | 2                  | ~1 100 / 1 400                            | N.D.     |
| 17 febbraio 1974  | Long Beach            | Stati Uniti | Civic Auditorium                  | 3 ; 4              | 4 000                                     | $22 000  |
| 18 febbraio 1974  | Los Angeles           | Stati Uniti | Los Angeles Room                  | N.D.               | 200+                                      | N.D.     |
| 21 febbraio 1974  | Los Angeles           | Stati Uniti | Aquarius Theater                  | N.D.               | N.D.                                      | N.D.     |
| 22 marzo 1974     | Devon                 | Stati Uniti | Valley Forge Music Fair           | 5                  | N.D.                                      | N.D.     |
| 23 marzo 1974     | New York              | Stati Uniti | Academy of Music                  | 5 ; 6              | N.D.                                      | $12 800  |
| 24 marzo 1974     | Owings Mills          | Stati Uniti | Painter's Mill Music Fair         | 6 ; 7              | N.D.                                      | N.D.     |
| 25 marzo 1974     | Washington            | Stati Uniti | The Bayou                         | N.D.               | N.D.                                      | N.D.     |
| 29 marzo 1974     | Asbury Park           | Stati Uniti | Sunshine In Concert Hall          | 8 ; 9              | 2 000                                     | N.D.     |
| 31 marzo 1974     | St. Louis             | Stati Uniti | Aviation Field                    | 10                 | 40 000+                                   | N.D.     |
| 1 aprile 1974     | Cleveland             | Stati Uniti | Agora Ballroom                    | 3                  | <1 000 / 1 250                            | N.D.     |
| 3 aprile 1974     | Columbus              | Stati Uniti | The Agora                         | 3                  | N.D.                                      | N.D.     |
| 7 aprile 1974     | Detroit               | Stati Uniti | Michigan Palace                   | 7 ; 11 ; 12        | 5 000                                     | $4 850   |
| 8 aprile 1974     | DeKalb                | Stati Uniti | University Center Ballroom        | 13                 | N.D.                                      | N.D.     |
| 12 aprile 1974    | Detroit               | Stati Uniti | Michigan Palace                   | 14 ; 15            | 5 000                                     | N.D.     |
| 13 aprile 1974    | Detroit               | Stati Uniti | Michigan Palace                   | 14 ; 15            | 5 000                                     | N.D.     |
| 14 aprile 1974    | Louisville            | Stati Uniti | Beggar's Banque                   | 16                 | ~400                                      | N.D.     |
| 15 aprile 1974    | Nashville             | Stati Uniti | Muther's Music Emporium           | 17                 | N.D.                                      | N.D.     |
| 16 aprile 1974    | Nashville             | Stati Uniti | Muther's Music Emporium           | 17                 | N.D.                                      | N.D.     |
| 17 aprile 1974    | Memphis               | Stati Uniti | Lafayette Music Room              | 18                 | N.D.                                      | N.D.     |
| 18 aprile 1974    | Memphis               | Stati Uniti | Lafayette Music Room              | 18                 | N.D.                                      | N.D.     |
| 19 aprile 1974    | Chicago               | Stati Uniti | Aragon Ballroom                   | 19 ; 20 ; 21       | ~2 000 / 5 000                            | $12 000  |
| 21 aprile 1974    | Charlotte             | Stati Uniti | Flash's                           | 22                 | N.D.                                      | N.D.     |
| 27 aprile 1974    | Passaic               | Stati Uniti | Capitol Theatre                   | 14 ; 23            | N.D.                                      | $10 298  |
| 2 maggio 1974     | Comstock Park         | Stati Uniti | Thunder Chicken                   | 6                  | N.D.                                      | N.D.     |
| 3 maggio 1974     | St. Louis             | Stati Uniti | Ambassador Theatre                | 6                  | N.D.                                      | N.D.     |
| 9 maggio 1974     | Parsippany-Troy Hills | Stati Uniti | The Joint in the Woods            | 24                 | N.D.                                      | N.D.     |
| 12 maggio 1974    | Wyandotte             | Stati Uniti | Benjamin Yack Recreational Center | 25 ; 26            | 2 400 / 3 000                             | $12 000  |
| 14 maggio 1974    | Fraser                | Stati Uniti | Fraser Hockeyland Arena           | 25 ; 26            | 2 170 / 3 400                             | N.D.     |
| 16 maggio 1974    | Winnipeg              | Canada      | Centennial Concert Hall           | 25 ; 27            | ~1 500 / 2 305                            | N.D.     |
| 17 maggio 1974    | Edmonton              | Canada      | Kinsmen Fieldhouse                | 25 ; 27            | 6 000 / 7 000                             | $21 838  |
| 18 maggio 1974    | Saskatoon             | Canada      | Saskatoon Arena                   | 25 ; 27            | 1 950 / 5 000                             | N.D.     |
| 19 maggio 1974    | Lethbridge            | Canada      | Exhibition Pavilion               | 25 ; 27            | N.D.                                      | $7 135   |
| 20 maggio 1974    | Calgary               | Canada      | Foothills Arena                   | 25 ; 27            | ~2 800                                    | N.D.     |
| 24 maggio 1974    | Portland              | Stati Uniti | Paramount Northwest Theater       | 25 ; 27            | ~2 500 / 3 060                            | N.D.     |
| 25 maggio 1974    | Seattle               | Stati Uniti | Paramount Theatre                 | 25 ; 27            | N.D.                                      | N.D.     |
| 26 maggio 1974    | Spokane               | Stati Uniti | JFK Pavilion                      | 25 ; 27            | ~4 000                                    | N.D.     |
| 27 maggio 1974    | Olympia               | Stati Uniti | St. Martin's Capitol Pavilion     | 25                 | N.D.                                      | N.D.     |
| 28 maggio 1974    | Vancouver             | Canada      | PNE Gardens Auditorium            | 25 ; 27            | 1 824 / 2 600                             | $9 558   |
| 30 maggio 1974    | San Diego             | Stati Uniti | Sports Arena                      | 25 ; 27            | N.D.                                      | N.D.     |
| 31 maggio 1974    | Long Beach            | Stati Uniti | Long Beach Auditorium             | 25 ; 27            | 3 600 / 4 400                             | $18 000  |
| 1 giugno 1974     | San Francisco         | Stati Uniti | Winterland Ballroom               | 25 ; 27            | 2 300 / 5 000                             | $10 700  |
| 3 giugno 1974     | Anchorage             | Stati Uniti | Sundowner Drive-In Theater        | 25 ; 28 ; 29       | ~3 000                                    | N.D.     |
| 4 giugno 1974     | Fairbanks             | Stati Uniti | Baker Field House                 | 25                 | N.D.                                      | N.D.     |
| 12 giugno 1974    | Flint                 | Stati Uniti | IMA Sports Arena                  | 30                 | 2 112 / 5 300                             | $12 686  |
| 14 giugno 1974    | Cleveland             | Stati Uniti | Allen Theate                      | 30                 | N.D.                                      | N.D.     |
| 15 giugno 1974    | Toronto               | Canada      | Massey Hall                       | 30                 | N.D.                                      | N.D.     |
| 17 giugno 1974    | Asbury Park           | Stati Uniti | Sunshine In                       | 9                  | N.D.                                      | N.D.     |
| 19 giugno 1974    | Atlanta               | Stati Uniti | Alex Cooley's Electric Ballroom   | 31                 | N.D.                                      | N.D.     |
| 20 giugno 1974    | Atlanta               | Stati Uniti | Alex Cooley's Electric Ballroom   | 31                 | N.D.                                      | N.D.     |
| 21 giugno 1974    | Atlanta               | Stati Uniti | Alex Cooley's Electric Ballroom   | 31                 | N.D.                                      | N.D.     |
| 22 giugno 1974    | Atlanta               | Stati Uniti | Alex Cooley's Electric Ballroom   | 31                 | N.D.                                      | N.D.     |
| 11 luglio 1974    | West Palm Beach       | Stati Uniti | West Palm Beach Auditorium        | 14 ; 32            | N.D.                                      | N.D.     |
| 12 luglio 1974    | Orlando               | Stati Uniti | Jai Alai Fronton                  | 14 ; 32            | 2 350 / 3 500                             | $14 000  |
| 13 luglio 1974    | Tampa Bay             | Stati Uniti | Curtis Hixon Hall                 | 14 ; 32            | 2 000 / 7 400                             | $10 000  |
| 14 luglio 1974    | Birmingham            | Stati Uniti | Birmingham Municipal Auditorium   | 14 ; 32            | N.D.                                      | N.D.     |
| 16 luglio 1974    | Baton Rouge           | Stati Uniti | Independence Hall                 | 14 ; 30            | ~4 000                                    | $14 000  |
| 17 luglio 1974    | Atlanta               | Stati Uniti | Alex Cooley's Electric Ballroom   | 33                 | N.D.                                      | N.D.     |
| 18 luglio 1974    | Atlanta               | Stati Uniti | Alex Cooley's Electric Ballroom   | 33                 | N.D.                                      | N.D.     |
| 19 luglio 1974    | Fayetteville          | Stati Uniti | Cumberland Auditorium             | 14 ; 32 ; 34       | N.D.                                      | N.D.     |
| 25 luglio 1974    | London                | Canada      | Centennial Hall                   | 35 ; 36            | N.D.                                      | N.D.     |
| 3 agosto 1974     | Indianapolis          | Stati Uniti | Convention Center                 | 14 ; 37 ; 38       | 7 950 / 12 000                            | $41 500  |
| 4 agosto 1974     | South Bend            | Stati Uniti | Morris Civic Auditorium           | 14                 | N.D.                                      | N.D.     |
| 13 settembre 1974 | Kitchener             | Canada      | Sir Wilfrid Laurier Theater       | 39                 | N.D.                                      | $4 710   |
| 14 settembre 1974 | Toronto               | Canada      | Victory Theater                   | 39                 | 1 035 / 1 200                             | $5 175   |
| 15 settembre 1974 | Lock Haven            | Stati Uniti | Lockhaven Fieldhouse              | 14 ; 35            | N.D.                                      | N.D.     |
| 16 settembre 1974 | Wilkes-Barre          | Stati Uniti | Paramount Theater                 | 14 ; 35            | N.D.                                      | N.D.     |
| 18 settembre 1974 | Atlanta               | Stati Uniti | Electric Ballroom                 | 33 ; 35            | N.D.                                      | N.D.     |
| 19 settembre 1974 | Atlanta               | Stati Uniti | Electric Ballroom                 | 33 ; 35            | N.D.                                      | N.D.     |
| 20 settembre 1974 | Atlanta               | Stati Uniti | Electric Ballroom                 | 33 ; 35            | N.D.                                      | N.D.     |
| 21 settembre 1974 | Atlanta               | Stati Uniti | Electric Ballroom                 | 31 ; 33            | N.D.                                      | N.D.     |
| 28 settembre 1974 | Detroit               | Stati Uniti | Michigan Palace                   | 40 ; 41            | N.D.                                      | N.D.     |
| 30 settembre 1974 | Evansville            | Stati Uniti | Evansville Stadium                | 35 ; 42            | N.D.                                      | N.D.     |
| 1 ottobre 1974    | Jacksonville          | Stati Uniti | Leone Cole Auditorium             | 35                 | ~1 000 / 5 500                            | N.D.     |
| 4 ottobre 1974    | Houston               | Stati Uniti | Music Hall                        | 35                 | N.D.                                      | N.D.     |
| Totale            | Totale                | Totale      | Totale                            | Totale             | ~120 487                                  | $243 250 |

## Scaletta
1. Deuce
2. Strutter
3. She
4. Firehouse
5. Nothin' To Lose
6. Cold Gin
7. Kissin' Time
8. Let Me Know
9. Acrobat (o Love Theme From Kiss)
10. 100,000 Years (con assolo di basso e batteria)
11. Black Diamond

Bis
1. Baby, Let Me Go (o Let Me Go, Rock 'N Roll)

## Formazione
- Paul Stanley - chitarra ritmica, voce
- Gene Simmons - basso, voce
- Ace Frehley - chitarra solista, cori
- Peter Criss - batteria, voce